# 알렉산드르 피추시킨
알렉산드르 유리예비치 피추시킨(러시아어: Алекса́ндр Ю́рьевич Пичу́шкин, 1974년 4월 9일 - )는 48명을 죽인 러시아의 연쇄 살인자이다. 러시아 언론에서는 체스판 연쇄살인마(러시아어: Убийца с шахматной доской)로 알려져 있다. 이는 그가 체포되었을 때, 집에는 체스판에 63개의 동전이 있었기 때문이다. 모스크바주 미티시에서 태어난 그는 자신이 모스크바의 비쳅스키 공원에서 61-63명의 사람을 죽였고 안드레이 치카틸로의 기록을 깼다고 주장한다. 1992년에 동료 1명을 죽인 것을 시작으로 2001년부터 비쳅스키 공원에서 사람들을 죽이기 시작했다.
하지만 그는 집에서는 철저하게 친절하고 조용한 사람으로 위장했다. 처음에 사람을 죽일 때는 노숙자와 같이 보드카를 마시고, 노숙자가 취하면 보드카로 머리를 가격해서 죽이는 방법을 사용했다. 2006년 6월 15일에 그는 체포되었고, 48명의 살인혐의가 인정되어 종신형을 선고받았다.

### 영어
- 피추시킨과의 인터뷰 보관됨 2008-03-15 - 웨이백 머신
- http://news.bbc.co.uk/2/hi/europe/6926680.stm
- 러시아의 연쇄 살인마가 유죄를 선고받다 2007년 10월 24일

### 러시아어
- http://en.rian.ru/russia/20070801/70097233.html 보관됨 2009-04-28 - 웨이백 머신

### 한국어
- 괴물딴지의 "48명을 살해한 러시아의 체스판 연쇄 살인마"